# T. Colin Campbell
T. Colin Campbell, född 1 januari 1934, är en amerikansk biokemist med inriktning på näringslära vid Cornell University. Han är känd för sin bok Kinastudien som han skrev tillsammans med sin son, Thomas M. Campbell II. Den omfattas av en näringsstudie som gjordes på den kinesiska landsbygden. Syftet var att hitta ett samband mellan köttätande och dödlighet. Boken har sålt i över en miljon exemplar och lett till ett större intresse för växtbaserad kost bland befolkningen världen över.